# Johann Reinhold Patkul

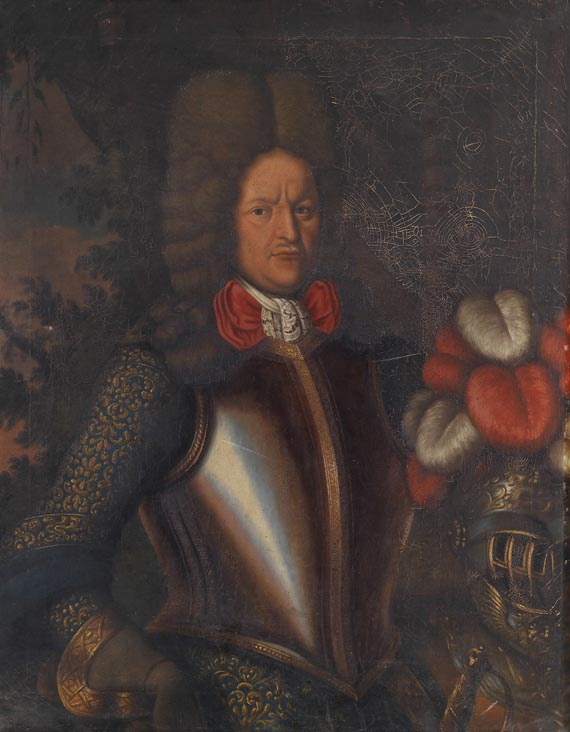
Johann Reinhold Patkul

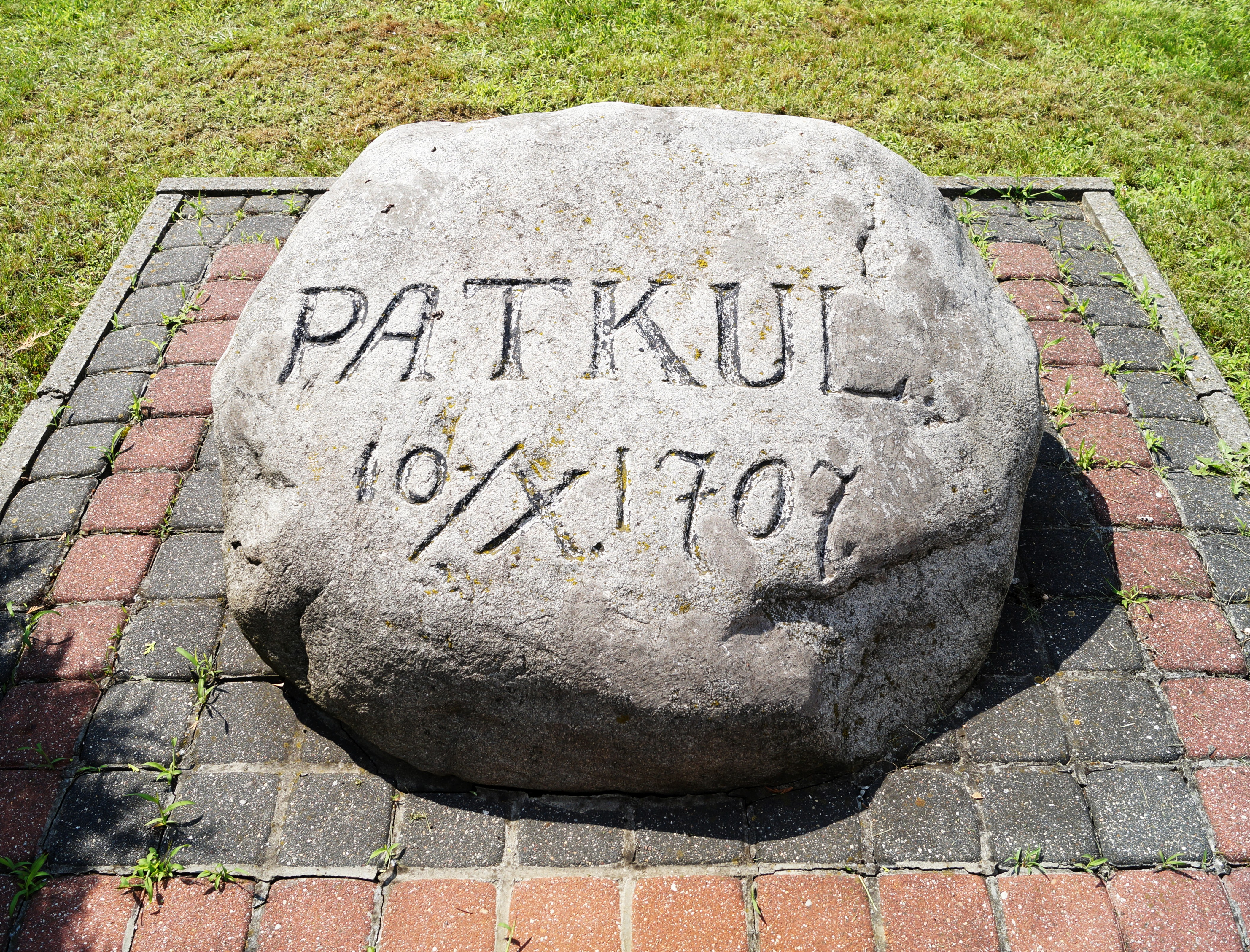
Głaz upamiętniający Patkula (2011)

Johann Reinhold von Patkul (Paikul, Paykul, von Patkuli; ur. 27 lipca 1660 w Sztokholmie, zm. 10 października 1707 w Kazimierzu Biskupim) – polityk inflancki, generał w czasie III wojny północnej.

## Życiorys
Johann Reinhold Patkul urodził się w więzieniu. W 1658 roku jego ojca sprowadzono do Sztokholmu i aresztowano jako podejrzanego o zdradę Szwecji w czasie wojny z Polską. W następnym roku żona oskarżonego przyjechała do Szwecji, aby dzielić karę z mężem. W więzieniu urodziła syna Johanna Reinholda w roku 1660. W tym samym roku ojciec Johanna został ułaskawiony i mógł wrócić z rodziną do Inflant. Był przywódcą ruchu szlachty inflanckiej występującej przeciwko zwiększeniu władzy króla Szwecji Karola XI i jego planów skonfiskowania części majątków szlachty (tzw. Wielkie redukcje). 
W 1689 r. na czele poselstwa szlachty inflanckiej udał się do Sztokholmu, aby zaprotestować przeciwko prawu, na podstawie którego realizowany był projekt konfiskat gruntów szlachty przez szwedzkiego króla Karola XI. Jego elokwencja wywarła wrażenie na Karolu XI, ale nie zmieniły decyzji króla. Kiedy trzy lata później Patkul złożył do króla kolejną petycję w bardziej obraźliwym języku, jego ponowne skargi spowodowały wszczęcie przeciwko niemu procesu. Aby uchronić się przed karą za zdradę stanu, Patkul uciekł ze Sztokholmu do Szwajcarii i w 1694 został zaocznie skazany na utratę prawej ręki i głowy. Jednocześnie skonfiskowano mu majątki.
Wkrótce Patkul rozpoczął akcję propagandową na dworach europejskich. Był inicjatorem zawiązania antyszwedzkiego przymierza Elektoratu Saksonii z Carstwem Rosyjskim w 1700. Wstąpił wówczas na służbę rosyjską jako generał-major i minister pełnomocny. W służbie cara Piotra Wielkiego, znany jako autor pierwszego projektu rozbioru Polski.
W 1704 doprowadził do podpisania traktatu sojuszniczego Rzeczypospolitej z Rosją w Narwie. W 1705 popadł w niełaskę króla Polski Augusta II Mocnego, który kazał go uwięzić w twierdzy Königstein, a na mocy pokoju w Altranstädt w 1706 oddał w ręce Karola XII.
Król szwedzki skazał go za zdradę na karę śmierci przez łamanie kołem oraz ćwiartowanie toporem. Wyrok został wykonany nad obecnie nieistniejącym jeziorem Kurzyniec w Kazimierzu Biskupim, co upamiętniał postawiony w miejscu egzekucji głaz Patkul, przeniesiony później na Rynek.

## Postać w literaturze
Ostatnie dwa lata życia Patkula stanowią kanwę powieści Brzemię pustego morza Tadeusza Łopalewskiego. W 1841 ukazała się tragedia Karla Gutzkowa Patkul. W opozycji do niej napisał  w latach 1842–1848 swój zaginiony dramat Patkul Cyprian Kamil Norwid.  